# 메탈카드봇
《메탈카드봇》(영어: Metal Cardbot, 중국어: 炫卡鬥士)은 에스에이엠지 엔터테인먼트가 제작한 대한민국의 애니메이션으로, 대교어린이TV에서 2023년 3월 29일부터 9월 13일까지 매주 수요일 오후 5시 30분에 방영했다. 2기인 《메탈카드봇S 강철의 귀환》은 EBS 1TV에서 2024년 8월 26일부터 2025년 2월 11일까지 매주 월요일, 화요일 오전 7시 45분에 방영했다.

## 방영 일시
| 방송 채널    | 방송일                            | 방송 시간 |
| ------------ | --------------------------------- | --------- |
| 대교어린이TV | 2023년 3월 29일 ~ 9월 13일        | 종료      |
| KBS 1TV      | 2023년 3월 30일 ~ 5월 25일        | 종료      |
| KBS 1TV      | 2023년 6월 3일 ~ 10월 21일        | 종료      |
| EBS 1TV      | 2024년 8월 26일 ~ 2025년 2월 11일 | 종료      |

## 등장 인물
- 준 그랜트
- 안나
- 태오
- 에드
- 페루루
- 마루루
- 무카라
- 유리 그랜트
- 조한 그랜트
- 크래스트
- 베라
- 반스
- 라비
- 켄트
- 모나

### 메탈카드봇
스타 가디언즈의 메탈카드봇
- 블루캅 (경찰차) (메탈카드: 저스티스 건틀렛) (시즌 1(2023년)부터 등장) (시즌 1 1화~시즌 2(S) 1화)
  - 얼티밋 블루캅 (경찰차) (메탈카드: 얼티밋 아머) (시즌 1(2023년)부터 등장) (시즌 1 26화)
    - 블루캅S (경찰차) (메탈카드: 버스트 아머&버스트 건틀렛) (시즌 2(S)(2024년~2025년)부터 등장) (시즌 2(S) 1화~시즌 2(S) 26화)
      - 블루캅 트리니티 (블루캅S + 블루 커맨드 + 블루 로더) (메탈카드: 블루 건 소드) (시즌 2(S)(2024년~2025년)부터 등장) (시즌 2(S) 11화~시즌 2(S) 26화)

마키나 행성의 메탈카드봇
- 메가트러커 (덤프트럭) (메탈카드: 메가 프로텍터) (시즌 1 1~2화에는 악역) (시즌 1(2023년)부터 등장) (시즌 1 1화~시즌 2(S) 26화)
- 메가앰블러 (구급차) (메탈카드: 메가 포셉) (시즌 1 4화에는 악역) (시즌 1(2023년)부터 등장) (시즌 1 4화~시즌 2(S) 26화)
- 피닉스파이어 (소방차) (메탈카드: 파이어 해머) (시즌 1 5화에는 악역) (시즌 1(2023년)부터 등장) (시즌 1 5화~시즌 2(S) 26화)
- 쉐도우X (VTOL) (메탈카드: 엑스 휠) (시즌 1 6~7화에는 악역) (시즌 1(2023년)부터 등장) (시즌 1 6화~시즌 2(S) 26화)
- 헤비아이언 (상용 트럭) (메탈카드: 아이언 아머) (처음에는 악역) (시즌 1의 최종 보스) (시즌 1(2023년)부터 등장) (시즌 1 10화 ~시즌 2(S) 26화)
- 와일드가디 (스포츠카) (메탈카드: 와일드 실드&소드) (시즌 1 11~17화에는 악역) (시즌 1(2023년)부터 등장) (시즌 1 10화~시즌 2(S) 26화)
- 덱스터 (굴착기) (메탈카드: 덱스터 드릴) (시즌 1 13~14화에는 악역) (시즌 1(2023년)부터 등장) (시즌 1 13화~시즌 2(S) 26화)
- 플레타Z (여객기) (메탈카드: 플레타 보우) (시즌 1 15~16화에는 악역) (시즌 1(2023년)부터 등장) (시즌 1 15화~시즌 2(S) 26화)

우주해적 블랙단의 메탈카드봇
- 블랙후크 (해적선) (메탈카드: 캡틴 캐논) (시즌 1 18~24화에는 악역) (시즌 1의 중간 보스) (시즌 1(2023년)부터 등장) (시즌 1 18화~시즌 2(S) 26화)
- 버팔로크러쉬 (몬스터 트럭) (메탈카드: 버팔로 플레이트) (시즌 1 19~21화에는 악역) (시즌 1(2023년)부터 등장) (시즌 1 19화~시즌 2(S) 26화)
- 버스터갤런 (불도저) (메탈카드: 버스터 개틀링) (시즌 1 19~23화에는 악역) (시즌 1(2023년)부터 등장) (시즌 1 19화~시즌 2(S) 26화)

스펠란자호의 메탈카드봇
- 레드블리츠 (머슬카) (메탈카드: 부스트 감비에라) (시즌 2(S) 1~11화에는 악역) (시즌 2(S)(2024년~2025년)부터 등장) (시즌 2(S) 1화~시즌 2(S) 26화)
- 시에로 (전투기) (메탈카드: 니트로 익스프레스) (시즌 2(S) 2~3화에는 악역) (시즌 2(S)(2024년~2025년)부터 등장) (시즌 2(S) 2화~시즌 2(S) 26화)
- 머슬하이드 (크레인) (메탈카드: 배리어블 암&크레인 부지) (시즌 2(S)(2024년~2025년)부터 등장) (시즌 2(S) 5화~시즌 2(S) 26화)
- 기간트 렉스 (탱크트럭) (메탈카드: 렉스 암) (처음에는 악역) (시즌 2의 중간 보스) (시즌 2(S)(2024년~2025년)부터 등장) (시즌 2(S) 9화~시즌 2(S) 26화)

다른 메탈카드봇
- 록크러쉬 (드릴전차) (메탈카드: 프리저 체스트) (시즌 2(S) 7~8화에는 악역) (시즌 2(S)(2024년~2025년)부터 등장) (시즌 2(S) 7화~시즌 2(S) 26화)
- 글로버 (SUV) (메탈카드: 쉐도우 윕) (시즌 2(S)(2024년~2025년)부터 등장) (시즌 2(S) 7화~시즌 2(S) 26화)
- 딥바이트 (잠수함) (메탈카드: 딥 트라이던트) (시즌 2(S)(2024년~2025년)부터 등장) (시즌 2(S) 9화~시즌 2(S) 26화)
- 블래스트레인 (디젤 기관차) (메탈카드: 블래스트 클로) (시즌 2(S) 16~17화에는 악역) (시즌 2(S)(2024년~2025년)부터 등장) (시즌 2(S) 16화~시즌 2(S) 26화)

히든카드봇의 메탈카드봇
- 스카이갤럽 (수송기) (시즌 2(S) 15~23화에는 악역) (시즌 2(S)(2024년~2025년)부터 등장) (시즌 2(S) 15화~시즌 2(S) 26화)
- 스파크비트 (스포츠카) (시즌 2(S) 18~26화에는 악역) (시즌 2(S)(2024년~2025년)부터 등장) (시즌 2(S) 18화~시즌 2(S) 26화)
- 플래시벡터 (포뮬러카) (메탈카드: 베니싱 스케이트&엣지 부츠) (시즌 2(S) 18~ 26화에는 악역) (시즌 2(S)(2024년~2025년)부터 등장) (시즌 2(S) 18화~시즌 2(S) 26화)
- 플레임노바 (소방차 + 덤프트럭 + 굴착기 + 헬리콥터) (메탈카드: 블레이즈 아머) (처음에는 악역) (시즌 2의 최종 보스) (시즌 2(S)(2024년~2025년)부터 등장) (시즌 2(S) 19화~시즌 2(S) 26화)

## 목소리 출연
- 장예나: 준 그랜트
- 김가령: 안나, 모나
- 김은아: 태오, 유리 그랜트
- 이현: 에드, 블랙후크
- 강은애: 페루루, 켄트
- 신용우: 조한 그랜트, 덱스터, 무카라, 플래시벡터
- 김명준: 크래스트, 쉐도우X, 딥바이트
- 이지현: 베라, 준의 반 담임선생님, 록크러쉬
- 엄상현: 반스, 와일드가디, 글로버
- 홍범기: 라비, 메가트러커, 짐 홉킨스
- 곽윤상: 블루캅/얼티밋 블루캅/블루캅S/블루캅 트리니티, 워렌
- 서원석: 메가앰블러, 버팔로크러쉬, 세바스찬
- 황창영: 자크, 피닉스파이어, 버스터갤런
- 최한: 헤비아이언
- 류승곤: 플레타Z
- 전태열: 레드블리츠
- 조현정: 시에로, 마루루
- 권창욱: 머슬하이드
- 안장혁: 기간트 렉스
- 전숙경: 스카이갤럽
- 하성용: 블래스트레인
- 김신우: 스파크비트
- 박요한: 플레임노바

## 제작진

### KBS판
- 책임프로듀서: 김자현
- 프로듀서: 목훈
- 기획·총괄 프로듀서: 김수훈
- 감독: 오서로
- 제작 프로듀서: 김기태, 이충훈, 조아라, 양희정, 강준휘, 민아인
- 스토리기획/시나리오 슈퍼바이저: 신현덕, 야마구치 료타
- 일본기획 프로듀서: 송미선
- 메인 구성작가: 야마구치 료타
- 작가: 니시조노 사토루, 아카호시 마사나오
- 일본기획 AP: 전교진
- 번역: 구수진, 김연진, 함채원
- 디자인: 김혜화, 조은지, 윤진아, 이우경
- 스토리보드 감독: 오서로
- 스토리보드: 안유진, 장진비, 안상욱, 이인학, 이다빈
- VFX: 이정현, 송종민
- 영상편집: 오서로, 양희정
- 모델링/리깅: 박소정, 이준성, 범영국, 반문종, 원소라, 도기광, 최선우
- 라이팅/합성: 서동해, 이현호, 최고현 강경한, 정윤지, 김정아, 강의현, 양병호, 김시우, 이히우 최리, 유하은
- 사업 총괄: 최재원
- 전략 기획: 김민정 김미지
- 완구 개발: 김형태, 윤나라, 이기성, 김림범, 김민영, 이동규, 남미현, 한찬희
- 완구생산(SCM): 유병민
- 마케팅: 채혜지, 이정윤, 이은주, 김승우, 이주향, 최인헤
- 뉴미디어: 박상글,  김영진, 박세나, 김소연, 한진희, 김석희, 홍혜원, 이도이, 김윤하
- 해외사업: 민현기, 정혜진
- 중국사업: 최원, 고아흔 정경인
- 디자인연구소: 감유진, 임지은, 유지나, 김다은, 김효승, 육해은, 김나리, 박경희, 박나현
- MD생산: 김윤희
- 유통영업: 김영봉
- 공간사업: 김극태, 김하윤
- 이모션캐슬: 김태연, 조혜민, 문지원, 빈경민, 조선광, 한정엽
- 교육 사업: 민호기, 한유리, 김보람
- 경영관리 총괄: 윤원기
- 경영관리: 김하늘, 김진숙, 서윤진, 김하나, 이소정, 양승경, 이수현, 이은지, 강철, 지연희, 이현경, 안세현, 문준식, 유우열, 이우영, 박용만, 배서연, 김채윤, 심영웅, 정승엽, 손예진
- 사전녹음: 곽지훈, 강한길, 김선아, 백전승, 송시현, 이서연, 이주현, 임주희, 고명림, 손고은, 장봉현
- 디자인 외주제작: 전영진
- 3D애니메이션 외주제작: ㈜재미진 엔터테인먼트, ㈜프롬이스트, ㈜골드프레임, 파니웍스
- 2D애니메이션 외주제작: ㈜빛그림
- 파이널 외주제작: ㈜프리키픽쳐스, ㈜웨스토, ㈜골드프레임, ㈜스튜디오쉘터
- 애니 제작: SAMG ENTERTAINMENT, NAVY 스튜디오
- 음악: 신승준, 김원아
- 사운드 효과: 양성규
- 사운드 폴리: 양지훈
- 녹음: 부유정(파피스)
- 믹싱: 강희중(파피스)
- 녹음 연출: 조성희
- 주제가 작사·작곡·편곡: 김태호, 뜻밖의 녹음실
- 주제가 노래: 이정은
- 홈페이지: KBS미디어, 김연재
- 종합편집: 이수은
- 자막디자인: 황은서
- 조연출: 차한결
- 연출: 목훈
- 기획: KBS
- 제작: SAMG ENTERTAINMENT, NAVY studio
- 배급 제공:  SAMG Entertainment(OST)
- 저작권: © 2023 SAMG/NAVY. All Rights Reserved.

### EBS판
- 제작: SAMG ENTERTAINMENT, NAVY studio
- 배급 제공:  SAMG Entertainment(OST)
- 저작권: © 2024 ~ 2025 SAMG/NAVY. All Rights Reserved.

## 방영 목록

### 시즌 1 "메탈카드봇"
| 화차       | 화차       | 제목                         | 방송 일자       | 첫 등장한 메탈카드봇    |
| 11분판     | 22분판     | 제목                         | 방송 일자       | 첫 등장한 메탈카드봇    |
| ---------- | ---------- | ---------------------------- | --------------- | ----------------------- |
| 1화        | 1회        | 등장! 경찰차 로봇!?          | 2023년 3월 29일 | 블루캅 메가트러커       |
| 2화        | 1회        | 춤추는 덤프트럭              | 2023년 3월 29일 |                         |
| 3화        | 2회        | 블루캅과의 이별              | 2023년 4월 5일  |                         |
| 4화        | 2회        | 검은 구급차                  | 2023년 4월 12일 | 메가앰블러              |
| 5화        | 3회        | 겁쟁이 소방차                | 2023년 4월 19일 | 피닉스파이어            |
| 6화        | 3회        | 보이지 않는 도전자           | 2023년 4월 26일 | 쉐도우X                 |
| 7화        | 4회        | 헬리 토네이도를 무찔러라!    | 2023년 5월 3일  |                         |
| 8화        | 4회        | 들켰다! 메탈카드봇의 비밀    | 2023년 5월 10일 |                         |
| 9화        | 5회        | 모우타운 붕괴 0초전          | 2023년 5월 17일 | 헤비아이언              |
| 10화       | 5회        | 최종 보스의 습격             | 2023년 5월 24일 | 와일드가디              |
| 11화       | 6회        | 수수께끼의 전학생            | 2023년 5월 31일 |                         |
| 12화       | 6회        | 블루캅, 특훈강행!            | 2023년 6월 7일  |                         |
| 13화       | 7회        | 숲의 수호신                  | 2023년 6월 14일 | 덱스터                  |
| 14화       | 7회        | 지하 소탕 작전               | 2023년 6월 21일 |                         |
| 15화       | 8회        | 하늘 저편에서 온 메탈카드봇  | 2023년 6월 28일 | 플레타Z                 |
| 16화       | 8회        | 하늘을 떠도는 유랑객         | 2023년 7월 5일  |                         |
| 17화       | 9회        | 블루캅과 와일드가디의 대결   | 2023년 7월 12일 |                         |
| 18화       | 9회        | 대격돌! 자이언트 VS 자이언트 | 2023년 7월 19일 | 블랙후크                |
| 19화       | 10회       | 배고픈 메탈카드봇            | 2023년 7월 26일 | 버팔로크러쉬 버스터갤런 |
| 20화       | 10회       | 도둑 맞은 메탈브레스         | 2023년 8월 2일  |                         |
| 21화       | 11회       | 안나의 메탈브레스            | 2023년 8월 9일  |                         |
| 22화       | 11회       | 굿바이, 버팔로크러쉬         | 2023년 8월 16일 |                         |
| 23화       | 12회       | 배신자 버스터갤런            | 2023년 8월 23일 |                         |
| 24화       | 12회       | 블랙후크의 역습              | 2023년 8월 30일 |                         |
| 25화       | 최종화(13) | 헤비 배틀                    | 2023년 9월 6일  |                         |
| 최종화(26) | 최종화(13) | 최후의 결전                  | 2023년 9월 13일 | 얼티밋 블루캅           |

### 시즌 2 "메탈카드봇 S 강철의 귀환"
| 화차       | 화차       | 제목                         | 방송 일자        | 첫 등장한 메탈카드봇                               |
| 15분판     | 30분판     | 제목                         | 방송 일자        | 첫 등장한 메탈카드봇                               |
| ---------- | ---------- | ---------------------------- | ---------------- | -------------------------------------------------- |
| 1화        | 1회        | 석판에서 깨어난 메탈카드봇?! | 2024년 8월 26일  | 블루캅S 레드블리츠                                 |
| 2화        | 1회        | 두 번째 메탈카드!            | 2024년 8월 27일  | 시에로                                             |
| 3화        | 2회        | 하늘 위의 위협               | 2024년 9월 3일   |                                                    |
| 4화        | 2회        | 시에로는 심기가 불편해!      | 2024년 9월 10일  |                                                    |
| 5화        | 3회        | 특종! 강철의 취재기자        | 2024년 9월 17일  | 머슬하이드                                         |
| 6화        | 3회        | 머슬하이드의 선택            | 2024년 9월 24일  |                                                    |
| 7화        | 4회        | 동굴 대탈출                  | 2024년 10월 1일  | 록크러쉬 글로버                                    |
| 8화        | 4회        | 괜찮아, 록크러쉬             | 2024년 10월 8일  |                                                    |
| 9화        | 5회        | 기간트 렉스와의 재회         | 2024년 10월 15일 | 기간트 렉스 딥바이트                               |
| 10화       | 5회        | 깨어난 최강의 힘             | 2024년 10월 22일 | 블루캅 트리니티(블루캅S + 블루 커맨드 + 블루 로더) |
| 11화       | 6회        | 레드블리츠의 진심            | 2024년 10월 29일 |                                                    |
| 12화       | 6회        | 멈출 수 없어!                | 2024년 11월 5일  |                                                    |
| 13화       | 7회        | 낚아라! 바다의 무법자!       | 2024년 11월 12일 |                                                    |
| 14화       | 7회        | 도와줘, 딥바이트!            | 2024년 11월 19일 |                                                    |
| 15화       | 8회        | 순백의 날개, 스카이갤럽      | 2024년 11월 26일 | 스카이갤럽                                         |
| 16화       | 8회        | 한밤의 유령 열차             | 2024년 12월 3일  | 블래스트레인                                       |
| 17화       | 9회        | 폭주 기관차 블래스트레인     | 2024년 12월 10일 |                                                    |
| 18화       | 9회        | 독점! 강철의 인터뷰          | 2024년 12월 17일 | 스파크비트 플래시벡터                              |
| 19화       | 10회       | 정정당당! 벡터와 비트 형제   | 2024년 12월 24일 | 플레임노바                                         |
| 20화       | 10회       | 메탈브레스의 진정한 주인     | 2024년 12월 31일 |                                                    |
| 21화       | 11회       | 글로버의 최후                | 2025년 1월 7일   |                                                    |
| 22화       | 11회       | 무카라의 선물                | 2025년 1월 14일  |                                                    |
| 23화       | 12회       | 플레임노바의 부활            | 2025년 1월 21일  |                                                    |
| 24화       | 12회       | 스펠란자호를 찾아서          | 2025년 1월 28일  |                                                    |
| 25화       | 최종화(13) | 붉은 방주의 전투             | 2025년 2월 4일   |                                                    |
| 최종화(26) | 최종화(13) | 강철의 귀환                  | 2025년 2월 11일  |                                                    |

## 완구 제품
- 메탈브레스
- 메탈카드봇 카드 스타터세트
- 메탈브레스S

### 변신 로봇 시리즈
- 블루캅
- 메가트러커
- 메가앰블러
- 피닉스파이어
- 쉐도우X
- 메탈카드봇 알파세트 (블루캅 & 메가트러커 & 메가앰블러 & 쉐도우X)
- 헤비아이언
- 와일드가디
- 덱스터
- 플레타Z
- 블랙후크
- 버팔로크러쉬
- 버스터갤런
- 얼티밋 블루캅
- 레드블리츠
- 시에로
- 머슬하이드
- 블루캅S
- 기간트 렉스
- 글로버
- 록크러쉬
- 딥바이트
- 블루캅 트리니티
- 스카이갤럽
- 블래스트레인
- 스파크비트
- 플래시벡터
- 플레임노바